# Money and Cigarettes Tour
Die Money and Cigarettes Tour [ˈmʌni ænd ˌsɪgəˈrɛts tʊə] (englisch für „Geld-und-Zigaretten-Tournee“) war eine weltweite Konzerttournee des britischen Rockmusikers Eric Clapton. Die Tournee begann am 1. Februar 1983 in Seattle und endete am 2. Dezember 1984 in Hongkong. In den zwei Jahren trat der Brite insgesamt sieben Monate lang intensiv auf und besuchte die Kontinente Afrika, Asien, Europa, Nordamerika und Ozeanien.
Dabei besuchte er die Länder Großbritannien, Kanada, die Vereinigten Staaten, Irland, die Bundesrepublik Deutschland, Frankreich, die Niederlande, Italien, Spanien, die Schweiz, Griechenland, Jugoslawien, Ägypten, Israel, Australien und Hongkong (unter britischer Herrschaft). Im Rahmen der Tournee trat Clapton 87-mal auf. Zwischenzeitlich unterbrach er die Arena- und Stadion-Tournee, um mit dem ARMS-Projekt und Roger Waters auf Tournee zu gehen.
Insgesamt trat Clapton über 230.000 Zuschauern auf und nahm mehr als 3,8 Millionen US-Dollar ein.

## Tourneegeschehen
Anfang Januar 1983 komplettierte Clapton und seine Band das Album Money and Cigarettes in den Compass Point Studios in Nassau, der Hauptstadt der Bahamas. Am 8. Januar desselben Jahres berichteten Journalisten des Billboard-Magazins, dass der britische Rockmusiker eine Welttournee, um sein Studioalbum vorzustellen, am 1. Februar 1983 beginnen soll. Im Rahmen der Tournee in den Vereinigten Staaten soll Ry Cooder als Opening Act auftreten, so der Bericht. Während des Tourneeabschnittes im Sommer des Jahres 1983 traten The Blasters als Vorgruppe in den Vereinigten Staaten auf. Clapton begann die Tournee vom 1. bis 2. Februar 1983 in Seattle mit zwei Konzerten. 20 weitere Konzerte folgten bis zum 3. März. Am 15. Februar spielte Schlagzeuger Roger Hawkins zum letzten Mal während der Tour.
Von Anfang April bis Ende Mai reiste der britische Künstler intensiv durch Europa und besuchte dabei die Länder England, Irland, Deutschland, die Niederlande, Frankreich, die Schweiz, Italien und Spanien. Dieser Abschnitt umfasste 28 Konzerte. Am 25. Juni setzte Clapton seine Nordamerika-Tournee mit einem Konzert in Kanada fort. Es war das einzige Konzert im Land während der Tournee. 15 weitere Konzerte in den Vereinigten Staaten folgten. Nach Gastauftritten und der Teilnahme an den ARMS-Konzerten setzte Clapton seine Tournee im Januar des darauffolgenden Jahres in der Schweiz, Italien, Jugoslawien und Griechenland fort. Claptons erstes Konzert in Afrika folgte am 2. Februar, bevor der Brite nach Israel und Australien reiste. Am 2. Dezember 1984 kam die Tournee nach 87 Auftritten in Hongkong zum Ende.

### Auftritte in Griechenland
Die drei geplanten Konzerte in Griechenland wurden nahezu abgesagt aufgrund von zu geringer Polizeipräsenz vor, während und nach den Konzerten, um Ausschreitungen zu verhindern. Clapton durfte seine drei ausverkauften Konzerte in der Sporthalle von Athen nur antreten, da die Polizei für eine angemessene Anzahl von Konzertbesuchern sorgte. Pro Konzert wurden 4.000 Konzertkarten verkauft, obwohl die Halle nur für 1.000 Zuschauern bei Konzerten Platz bat. Nach Verhandlungen von Warner Bros. Entertainment und Half Note Productions wurden die drei Auftritte mit einer Besucherzahl von 2.500 Zuschauern pro Konzert genehmigt. Dies reduzierte die Einnahmen auf 325.980 US-Dollar. Ein Warner-Sprecher teilte mit: „Es ist eine traurige Angelegenheit, aber wir haben sie gemeistert“.

## Konzertpartner
Gesponsert wurde die gesamte Tournee von dem Tabakwarenhersteller Camel Cigarettes. Nach einer vorangegangenen Konzerttournee der Musikgruppe Hall & Oates war die Money and Cigarettes Tour die erste Konzertserie, die mit Geldsummen von mehr als 3,5 Millionen US-Dollar von einem einzigen Unternehmen unterstützt wurde. Um die Konzerte zu vermarkten, sorgte die Zigarettenfirma sowohl für Plakate, Werbebanner, T-Shirts und Pullover sowie Informationshefte.
Der US-amerikanische Tour Promoter Concerts West organisierte die Konzerttermine der Tournee in den Vereinigten Staaten und teilte mit: „Seit den letzten Jahren traten viele großartige Künstler Anfang des Jahres und erneut im Sommer eines Jahres in Nordamerika auf. Dieses Prinzip erhöht den Kartenverkauf, da es in diesen Zeiten weniger Konkurrenz in den Bereichen Rock- und Popmusik gibt […]“.
In Deutschland wurden die Konzerte von der Volkswagen AG vorgestellt. Diese ließ ähnlich wie Camel in den Vereinigten Staaten Werbeplakate im Land anbringen. Half Note Productions organisierte die Auftritte in Griechenland.

## Besetzung
Folgende Musiker bestritten die Tournee.
| - Eric Clapton – Gitarre, Gesang - Jamie Oldaker – Schlagzeug - Albert Lee – Rhythmusgitarre, Begleitgesang - Chris Stainton – Keyboards | - Donald Dunn – Bassgitarre - Roger Hawkins – Schlagzeug - Ry Cooder – Vorgruppe - The Blasters – Vorgruppe |

## Liederauswahl
Während der Tournee trug der britische Gitarrist eine Auswahl von neuem Material und älteren Erfolgsliedern vor. Die Setlist eines jeden Konzertes umfasste üblicherweise zwischen 13 und 18 Titel pro Abend. Ein Konzert dauerte rund zwei Stunden an. Die Liederauswahl änderte sich in den Jahren 1983 und 1984 nur sehr gering bis nicht. Clapton und seine Band spielten vorwiegend Stücke aus den Musikgenres Rock- und Popmusik sowie Folktitel. Unter anderem wurden die Lieder After Midnight, I Shot the Sheriff, Worried Life Blues, Key to the Highway, Tulsa Time, I’ve Got a Rock ’n’ Roll Heart, Wonderful Tonight, Blues Power, Have You Ever Loved a Woman, Ramblin’ on My Mind, Let It Rain und Layla vorgetragen.

## Konzerttermine
| Datum             | Stadt            | Land                                           | Veranstaltungsort               | Besucherzahl             | Einnahmen    |
| Nordamerika       | Nordamerika      | Nordamerika                                    | Nordamerika                     | Nordamerika              | Nordamerika  |
| ----------------- | ---------------- | ---------------------------------------------- | ------------------------------- | ------------------------ | ------------ |
| 1. Februar 1983   | Seattle          | Vereinigte Staaten                             | Paramount Theatre               | N.N.                     | N.N.         |
| 2. Februar 1983   | Seattle          | Vereinigte Staaten                             | Paramount Theatre               | N.N.                     | N.N.         |
| 3. Februar 1983   | Portland         | Vereinigte Staaten                             | Memorial Coliseum               | N.N.                     | N.N.         |
| 6. Februar 1983   | Sacramento       | Vereinigte Staaten                             | Convention Center               | N.N.                     | N.N.         |
| 7. Februar 1983   | San Francisco    | Vereinigte Staaten                             | Cow Palace                      | N.N.                     | N.N.         |
| 8. Februar 1983   | Hollywood        | Vereinigte Staaten                             | Universal Amphitheatre          | N.N.                     | N.N.         |
| 9. Februar 1983   | Long Beach       | Vereinigte Staaten                             | Long Beach Arena                | N.N.                     | N.N.         |
| 11. Februar 1983  | Phoenix          | Vereinigte Staaten                             | Veterans Memorial Coliseum      | N.N.                     | N.N.         |
| 13. Februar 1983  | Austin           | Vereinigte Staaten                             | Frank Erwin Center              | 7.252 / 12.706           | $72.314      |
| 14. Februar 1983  | Houston          | Vereinigte Staaten                             | The Summit                      | N.N.                     | N.N.         |
| 15. Februar 1983  | Dallas           | Vereinigte Staaten                             | Reunion Arena                   | 9.894 / 19.000           | $88.918      |
| 17. Februar 1983  | Memphis          | Vereinigte Staaten                             | Mid-South Coliseum              | N.N.                     | N.N.         |
| 18. Februar 1983  | St. Louis        | Vereinigte Staaten                             | Kiel Auditorium                 | N.N.                     | N.N.         |
| 19. Februar 1983  | Dayton           | Vereinigte Staaten                             | Hara Arena                      | N.N.                     | N.N.         |
| 21. Februar 1983  | Philadelphia     | Vereinigte Staaten                             | The Spectrum                    | 12.042 / 16.700          | $136.454     |
| 22. Februar 1983  | East Rutherford  | Vereinigte Staaten                             | Brendan Byrne Arena             | 18.040 / 18.040          | $165.392     |
| 25. Februar 1983  | Atlanta          | Vereinigte Staaten                             | Omni Coliseum                   | N.N.                     | N.N.         |
| 26. Februar 1983  | Louisville       | Vereinigte Staaten                             | The Gardens                     | N.N.                     | N.N.         |
| 28. Februar 1983  | Washington, D.C. | Vereinigte Staaten                             | Capital Centre                  | N.N.                     | N.N.         |
| 1. März 1983      | Worcester        | Vereinigte Staaten                             | The Centrum                     | 13.281 / 13.281          | $141.009     |
| 2. März 1983      | Hershey          | Vereinigte Staaten                             | Hersheypark Arena               | 6.281 / 6.281            | $58.928      |
| 3. März 1983      | Pittsburgh       | Vereinigte Staaten                             | Civic Arena                     | N.N.                     | N.N.         |
| Europa            |                  |                                                |                                 |                          |              |
| 8. April 1983     | Edinburgh        | Vereinigtes Konigreich                         | The Playhouse                   | N.N.                     | N.N.         |
| 9. April 1983     | Edinburgh        | Vereinigtes Konigreich                         | The Playhouse                   | N.N.                     | N.N.         |
| 11. April 1983    | Newcastle        | Vereinigtes Konigreich                         | City Hall                       | N.N.                     | N.N.         |
| 12. April 1983    | Liverpool        | Vereinigtes Konigreich                         | Empire Theatre                  | N.N.                     | N.N.         |
| 14. April 1983    | Dublin           | Irland                                         | National Stadium                | N.N.                     | N.N.         |
| 15. April 1983    | Dublin           | Irland                                         | National Stadium                | N.N.                     | N.N.         |
| 16. April 1983    | Dublin           | Irland                                         | National Stadium                | N.N.                     | N.N.         |
| 20. April 1983    | Bremen           | Deutschland                                    | Stadthalle                      | 13.821 / 13.821          | $192.283     |
| 21. April 1983    | Essen            | Deutschland                                    | Grugahalle                      | 10.932 / 10.932          | $147.921     |
| 23. April 1983    | Rotterdam        | Niederlande                                    | Ahoy Hall                       | N.N.                     | N.N.         |
| 24. April 1983    | Paris            | Frankreich                                     | Hippodrome de Vincennes         | N.N.                     | N.N.         |
| 26. April 1983    | Köln             | Deutschland                                    | Sporthalle                      | 10.000 / 10.000          | $140.338     |
| 27. April 1983    | Frankfurt        | Deutschland                                    | Festhalle                       | 6.492 / 6.492            | $109.280     |
| 29. April 1983    | Eppelheim        | Deutschland                                    | Rhein-Neckar-Halle              | 8.054 / 8.054            | $119.554     |
| 30. April 1983    | Basel            | Schweiz                                        | St. Jakobshalle                 | N.N.                     | N.N.         |
| 2. Mai 1983       | Rom              | Italien                                        | Palaeur                         | N.N.                     | N.N.         |
| 3. Mai 1983       | Genua            | Italien                                        | Palazzetto dello Sport          | N.N.                     | N.N.         |
| 5. Mai 1983       | Toulouse         | Frankreich                                     | Palais des Sports               | N.N.                     | N.N.         |
| 8. Mai 1983       | San Sebastián    | Spanien                                        | Velódromo de Anoeta             | N.N.                     | N.N.         |
| 13. Mai 1983      | St Austell       | Vereinigtes Konigreich                         | Cornwall Coliseum               | N.N.                     | N.N.         |
| 14. Mai 1983      | Poole            | Vereinigtes Konigreich                         | Arts Centre                     | N.N.                     | N.N.         |
| 16. Mai 1983      | London           | Vereinigtes Konigreich                         | Hammersmith Odeon               | N.N.                     | N.N.         |
| 17. Mai 1983      | London           | Vereinigtes Konigreich                         | Hammersmith Odeon               | N.N.                     | N.N.         |
| 18. Mai 1983      | London           | Vereinigtes Konigreich                         | Hammersmith Odeon               | N.N.                     | N.N.         |
| 19. Mai 1983      | London           | Vereinigtes Konigreich                         | Hammersmith Odeon               | N.N.                     | N.N.         |
| 21. Mai 1983      | Manchester       | Vereinigtes Konigreich                         | Apollo Theatre                  | N.N.                     | N.N.         |
| 22. Mai 1983      | Leicester        | Vereinigtes Konigreich                         | De Montfort Hall                | N.N.                     | N.N.         |
| 23. Mai 1983      | Guildford        | Vereinigtes Konigreich                         | Civic Hall                      | N.N.                     | N.N.         |
| Nordamerika       |                  |                                                |                                 |                          |              |
| 25. Juni 1983     | Toronto          | Kanada                                         | Kingswood Music Theatre         | 14.721 / 14.721          | $124.980     |
| 27. Juni 1983     | Detroit          | Vereinigte Staaten                             | Pine Knob Pavilion              | 28.641 / 33.000          | $289.661     |
| 28. Juni 1983     | Detroit          | Vereinigte Staaten                             | Pine Knob Pavilion              | 28.641 / 33.000          | $289.661     |
| 29. Juni 1983     | Detroit          | Vereinigte Staaten                             | Pine Knob Pavilion              | 28.641 / 33.000          | $289.661     |
| 1. Juli 1983      | Saratoga Springs | Vereinigte Staaten                             | Performing Arts Center          | N.N.                     | N.N.         |
| 2. Juli 1983      | Wantagh          | Vereinigte Staaten                             | Jones Beach Theater             | 39.450 / 39.450          | $372.290     |
| 3. Juli 1983      | Wantagh          | Vereinigte Staaten                             | Jones Beach Theater             | 39.450 / 39.450          | $372.290     |
| 5. Juli 1983      | Columbia         | Vereinigte Staaten                             | Merriweather Post Pavilion      | N.N.                     | N.N.         |
| 7. Juli 1983      | Cleveland        | Vereinigte Staaten                             | Blossom Music Center            | N.N.                     | N.N.         |
| 9. Juli 1983      | St. Paul         | Vereinigte Staaten                             | Civic Center                    | N.N.                     | N.N.         |
| 10. Juli 1983     | Milwaukee        | Vereinigte Staaten                             | Henry Maier Festival Park       | — (a)                    | — (a)        |
| 11. Juli 1983     | Hoffman Estates  | Vereinigte Staaten                             | Poplar Creek Music Theater      | 23.191 / 23.191          | $245.005     |
| 13. Juli 1983     | Cincinnati       | Vereinigte Staaten                             | Timberwolf Amphitheater         | N.N.                     | N.N.         |
| 14. Juli 1983     | Kalamazoo        | Vereinigte Staaten                             | Wings Stadium                   | N.N.                     | N.N.         |
| 16. Juli 1983     | Denver           | Vereinigte Staaten                             | Red Rocks Amphitheater          | N.N.                     | N.N.         |
| 17. Juli 1983     | Denver           | Vereinigte Staaten                             | Red Rocks Amphitheater          | N.N.                     | N.N.         |
| Europa            |                  |                                                |                                 |                          |              |
| 20. Januar 1984   | Zürich           | Schweiz                                        | Hallenstadion                   | N.N.                     | N.N.         |
| 21. Januar 1984   | Zürich           | Schweiz                                        | Hallenstadion                   | N.N.                     | N.N.         |
| 23. Januar 1984   | Mailand          | Italien                                        | Teatro Tenda                    | N.N.                     | N.N.         |
| 24. Januar 1984   | Mailand          | Italien                                        | Teatro Tenda                    | N.N.                     | N.N.         |
| 26. Januar 1984   | Belgrad          | Jugoslawien Sozialistische Föderative Republik | Beogradski-Sajam Hala 1         | N.N.                     | N.N.         |
| 28. Januar 1984   | Athen            | Griechenland                                   | Sporting Hall                   | 7.500 / 7.500            | $325.980     |
| 29. Januar 1984   | Athen            | Griechenland                                   | Sporting Hall                   | 7.500 / 7.500            | $325.980     |
| 30. Januar 1984   | Athen            | Griechenland                                   | Sporting Hall                   | 7.500 / 7.500            | $325.980     |
| Afrika            |                  |                                                |                                 |                          |              |
| 2. Februar 1984   | Kairo            | Agypten 1972                                   | American University             | N.N.                     | N.N.         |
| Asien             |                  |                                                |                                 |                          |              |
| 5. Februar 1984   | Jerusalem        | Israel                                         | Binyenei HaUma                  | N.N.                     | N.N.         |
| 6. Februar 1984   | Jerusalem        | Israel                                         | Binyenei HaUma                  | N.N.                     | N.N.         |
| Ozeanien          |                  |                                                |                                 |                          |              |
| 13. November 1984 | Sydney           | Australien                                     | Hordern Pavilion                | N.N.                     | N.N.         |
| 14. November 1984 | Sydney           | Australien                                     | Hordern Pavilion                | N.N.                     | N.N.         |
| 17. November 1984 | Brisbane         | Australien                                     | Festival Hall                   | N.N.                     | N.N.         |
| 20. November 1984 | Sydney           | Australien                                     | Hordern Pavilion                | N.N.                     | N.N.         |
| 21. November 1984 | Sydney           | Australien                                     | Hordern Pavilion                | N.N.                     | N.N.         |
| 23. November 1984 | Melbourne        | Australien                                     | Sports and Entertainment Centre | N.N.                     | N.N.         |
| 24. November 1984 | Melbourne        | Australien                                     | Sports and Entertainment Centre | N.N.                     | N.N.         |
| 25. November 1984 | Melbourne        | Australien                                     | Sports and Entertainment Centre | N.N.                     | N.N.         |
| 28. November 1984 | Perth            | Australien                                     | Entertainment Centre            | N.N.                     | N.N.         |
| Asien             |                  |                                                |                                 |                          |              |
| 2. Dezember 1984  | Hongkong         | Hongkong 1959                                  | Hong Kong Coliseum              | N.N.                     | N.N.         |
| Zusammenfassung   | Zusammenfassung  | Zusammenfassung                                | Zusammenfassung                 | 229.592 / 253.169 (91 %) | + $3.873.699 |

## Rezeption

### Musikpresse
Die Kritikerin Ethlie Ann Vare von dem Billboard-Magazin bewertete das Konzert im Sacramento Memorial Auditorium wie folgt: „[…] Eine Menge von mehr als 4.500 Besucher im Memorial Auditorium am 6. Februar wurden Zeugen, dass die Gitarre nicht tot ist. Claptons Tournee im Jahr 1981 wurde aufgrund von Entzündungen schwer verkürzt und Fans mussten lange warten, um den Meister wieder auftreten zu sehen. […] Entspannt und gesund in Jeans und Lederweste gab Clapton den Besuchern genau das, was sie wollten. Sie wollten Gitarrensoli und bekamen sie. Wasserfälle von Noten, Kaskaden von Riffs und Saiten, die in jede Richtung gezogen und gestreckt wurden. […] Mit einer Zigarette, die unter der Tiefen E-Saite steckte überzeugte Clapton mit einem zweistündigen Auftritt. […] Das einzig traurige an dem Abend war, dass Ry Cooder sich nicht gemeinsam mit Clapton auf die Bühne gestellt hat […]“, schrieb die Journalistin.
Journalisten der australische Tageszeitung The Age bezeichneten Claptons Auftritte in Australien als „atemraubend“ und „wie gewohnt professionell“. Des Weiteren lobten die Musik-Kritiker der Publikation den Klang, den der britische Rockmusiker „mit einer Fender Stratocaster und einem Verstärker“ erzielt habe. Abschließend notierten die Kritiker, dass alle neun Konzerte in Australien „restlos ausverkauft“ waren und dem Briten und den Promotern „exakt 978.000 US-Dollar“ eingebracht hätten, was die Tournee zu einer der erfolgreichsten des Jahres 1984 machte. Abschließend vergaben die Journalisten fünf von fünf möglichen Sternen für den Australien-Leg der Tournee. Auch Kritiker von Rock Back Pages lobten Claptons Darbietung.

### Gesundheitskommission
Die Präsidentin Grace A. Reinbold der Medien- und Kommunikationsgesellschaft Grace Group kritisierte den Titel der Tournee sowie die Wahl Camel als Hauptsponsor der Tournee scharf. Die US-Amerikanerin schrieb und veröffentlichte am 19. Februar 1983: „[…] Clapton wird auf dem Albumcover gezeigt, wie er eine Zigarette raucht. Seine Tournee wird von Camel-Zigaretten finanziell unterstützt und während Presseterminen trug der Brite eine Krawatte mit dem Logo des Herstellers darauf. Einige Gesundheitsorganisationen der Vereinigten Staaten lassen schon jetzt Bedenken über das Projekt verkünden; darunter befindet sich auch die American Lung Association. Clapton und die Veranstalter der Konzerte sollten vor der Bundeshandelskommission aussagen […]“.

## Veröffentlichungen
Während der Tournee entstanden keine offizielle Veröffentlichungen. Jedoch wurden zahlreiche Konzerte illegal aufgezeichnet und als Schwarzpressungen (Bootleg) veröffentlicht. Über 40 Auftritte wurden während des Tourneeabschnittes im Jahr 1983 aufgezeichnet und erschienen auf Compact Disc und Mini-CD; darunter auch die Deutschland-Konzerte in Bremen, Köln, Frankfurt am Main und Eppelheim. Video-Mitschnitte wurden nicht getätigt. Im Jahr 1984 wurden mit rund 15 Audio-Veröffentlichungen deutlich weniger Konzerte dokumentiert. Das Konzert aus Kanada erschien jedoch auf DVD. Mit mehr als 50 veröffentlichten Schwarzpressungen zählt die Money and Cigarettes Tour zu dem meistdokumentierten Musiktourneen des britischen Rockmusikers.